# Escatomancia
Se llama escatomancia a la lectura de la fortuna de una persona mediante el examen de sus excrementos corporales o a través del examen de los de un animal. Es también conocida como copromancia.

## Definición
Escatomancia significa literalmente "adivinación por los excrementos". El proceso por el que un excremento es analizado se conoce en la terminología médica moderna como escatología.

## Historia
Antiguamente, los adivinos eran a menudo miembros influyentes de sus comunidades llamados a asistir en las ordalías y los diagnósticos médicos. En una de las formas de escatomancia, populares en el Antiguo Egipto, eran empleados  escarabajos peloteros cleptoparásitos. Estos insectos fueron tenidos por sagrados e inmortalizados por los egipcios. Se caracterizan por formar, empujar y tejer pelotas de excremento como exhibición sexual y atracción de su pareja. La velocidad de los escarabajos y su comportamiento así como el aspecto de las pelotas de excremento, era tomado en consideración para realizar el pronóstico.
El examen de las heces y la orina por físicos y practicantes de medicina también ha sido practicado desde tiempo muy lejano. Los hombres y las mujeres que practicaban la medicina eran conocedores del mismo y hacían predicciones así como diagnósticos a través del examen de las heces pareciéndose a los laboratorios y profesionales médicos de la actualidad.

## Lectura adicional
- Diccionario del Occult. Caxton Publicando
- Dunwich, Gerina. Un Wiccan  Guía a Profecía y Divination. Carol Grupo Editorial
- Pickover, Clifford Un.. Soñando el Futuro: La Historia Fantástica de Predicción. Prometeo Libros
- Spence, Lewis. Una Enciclopedia de Ocultismo. Carol Grupo Editorial
- Walker, Charles. La Enciclopedia del Occult. Valor de Casa aleatoria

- Datos: Q2790548